# Instituto Latinoamericano del Fierro y el Acero
La Asociación Latinoamericana del Acero, que se abrevia  como Alacero, es una institución que agrupa a la mayoría de los productores de acero y mineral de hierro de América Latina.
Entre sus objetivos figura la defensa de los intereses de la industria siderúrgica y ferrominera, la integración y la cooperación regional. Asimismo opera como difusor del conocimiento en las áreas técnicas y  medioambientales así como la promoción del uso del acero, principalmente en la construcción.

## Organización
Alacero cuenta con un Directorio. El mismo es formado por  representantes de las empresas socias. Un número reducido de los Directores constituyen el Comité Ejecutivo de la Asociación. El presidente de Alacero pertenece a dicho Comité Ejecutivo. A esos organismos reporta la oficina de Sao Paulo que está liderada por el director general.
Asimismo Alacero cuenta con 5 comités: Políticas y Relaciones Institucionales, Economía y Mercado, Tecnología y Medio Ambiente, Sustentabilidad y Desarrollo del Uso del Acero y Comunicaciones.

## Eventos y Publicaciones
La Asociación organiza un congreso anual que normalmente cuentan con más de  700 inscritos, realizando en forma paralela una Exposición. Ese Congreso se realiza en forma rotativa en diversas ciudades de América Latina y cuenta con distinguidos oradores. El próximo Congreso se realizará en Buenos Aires, Argentina, entre el 11 y 13 de noviembre de 2019.
En oportunidad de los Congresos anuales se entrega el Premio al Concurso de Diseño en Acero para Estudiantes de Arquitectura, que tiene alcance regional.